# Omar Sívori
Enrique Omar Sívori, född 2 oktober 1935 i San Nicola, Argentina, död 17 februari 2005 i San Nicola, var en argentinsk-italiensk fotbollsspelare (anfallare).
Sívori ansågs vara en av världens främsta fotbollsspelare i slutet av 1950-talet och första halvan av 1960-talet. Sina största framgångar nådde han med italienska Juventus där han vann Serie A ett flertal gånger samt blev skyttekung. Totalt gjorde han 134 mål i Serie A. Inför VM i Sverige 1958 var det tänkt att han skulle bli en av turneringens absoluta förgrundsfigurer men Argentinas fotbollsförbund bannlyste honom från landslagsspel efter flytten till Juventus 1957 på grund av att han visat "illojalitet" mot hemlandet. Ett öde som även drabbade den legendariske landsmannen Alfredo Di Stéfano efter dennes flytt till Real Madrid 1953. Därför spelade Sívori även för det italienska landslaget under senare delen av sin karriär.
Efter att spelarkarriären var över blev Sívori tränare för bland annat Rosario Central och Estudiantes de La Plata. Mellan 1972 och 1973 tränade han det argentinska landslaget under kvalet till VM 1974.

## Meriter
- Argentinsk mästare 1955, 1956.
- Italiensk mästare 1957-1958, 1959-1960, 1960-1961.
- 18 landskamper för Argentina
- 9 landskamper för Italien
- Årets spelare i Europa 1961